# ویتمولدت
ویتمولدت (به آلمانی: Wittmoldt) یک شهر در آلمان است که در پلون واقع شده‌است. ویتمولدت ۱۷۹ نفر جمعیت دارد.